# Urban Federer
Urban Federer O.S.B. (Zurique, 17 de agosto de 1968) é o 59º abade da Abadia de Einsiedeln.

## Vida
Urban Federer cresceu em Zurique e frequentou a escola do mosteiro em Einsiedeln de 1985 a 1988. Em 1988 ingressou na Congregação dos Beneditinos em e iniciou o noviciado no mosteiro de Einsiedeln. Ele fez a profissão perpétua em 1 de novembro de 1992. Federer recebeu em 11 de junho de 1994 o sacramento da Ordem. Ele estudou filosofia e teologia na escola teológica do mosteiro, depois se formou em estudos alemães  e história  na Universidade de Friburgo. A partir de 2001, ele trabalhou como professor de religião, alemão e história na escola secundária em Einsiedeln. Na Alemanha, ele também completou o treinamento em canto gregoriano. Em 2007 apresentou uma dissertação sobre o alemão medieval ( Experiência mística no diálogo literário )  Dr. phil. PhD . A obra trata do intercâmbio intelectual entre o padre Heinrich von Nördlingen  e a dominicana Margaretha Ebner  no século XIV.
Desde 2010, ele foi reitor (antes) e vigário geral da abadia territorial . Ele era o editor-chefe da revista do mosteiro "Salve" e membro do conselho da Einsiedler Welttheater-Gesellschaft . Federer também é cantor e como magister coral foi o responsável pela manutenção do canto gregoriano no mosteiro.
Em 23 de novembro de 2013, foi eleito abade por um período de 12  anos pelos 55 monges elegíveis do convento de Einsiedeln. O Papa Francisco confirmou a eleição em 10 de dezembro de 2013. A bênção do abade pelo Bispo Markus Büchel e a posse ocorreram em 22 de dezembro de 2013. Como abade eremita, ele também é membro ex officio da Conferência dos Bispos da Suíça e também dirige a abadia beneditina Fahr .
Em 2017 Urban Federer foi nomeado Grande Oficial da Ordem Papal de Cavaleiros do Santo Sepulcro pelo Cardeal Grão-Mestre Edwin Frederick O'Brien e em 18 de março de 2017 na Abadia de São Maurício por Dom Pier Giacomo Grampa , Grão Prior da Ordem Equestre do Santo Sepulcro de Jerusalém, investida na Tenência Suíça. 
Federer é irmão  da ex- Conselheira Nacional de Zurique Barbara Schmid-Federer (CVP). Ele é membro do GV Corvina Einsiedeln e do AV Fryburgia na Swiss Student Association (Schw. StV).
Ele é parente distante do tenista Roger Federer.